# SUBCONSCIOUS TERROR
SUBCONSCIOUS TERROR（サブコンシャス・テラー）は、1994年7月に大阪で結成された日本のデスメタル・バンド。
2019年再結成当初は同名バンドと区別するためにSUBCONSCIOUS TERROR JAPANとしていたが、現在は1994年結成当時のSUBCONSCIOUS TERRORで通っている。

## 音楽性
オールドスクールデスメタルに分類される。スラッシュメタル、デスメタル 、グラインドコアを基盤としながら、様々な要素を取り入れたサウンドを展開している。
ライブ活動に力を入れており、1995年から1996年の2年間で全国規模の公演を60回近く行った。本人もライブメインのバンドと公言している。

## 略歴
- 1994年7月 コンポーザーである濱崎俊秀が音楽雑誌『BURNN！』でメンバー募集をし、意気投合したデスヲと２人でスタートした。10月に大阪ヤンタ鹿鳴館で初ライブを行い、1stデモテープを配布。
- 1995年5月 2ndデモテープ「Entropy」をリリース。
- 1996年6月 1stアルバム「Invisible」をリリース。
- 1997年 活動休止。
- 2019年9月 再結成[3]。12月アルバムレコーディング[4][5]。
- 2020年
  - 3月 2ndアルバム「Reprogramming」をリリース。同月15日心斎橋火影で再結成ライブを行った。
  - 4月 ＦＭラジオ番組「The Killer Radio Show SAGADETH」にゲスト出演[6]。
  - 9月20日 名古屋TIGHT ROPEで再結成後２度目のライブを行った[7]。
  - 12月11日に 1stアルバム「Invisible（リマスター再発版）」をリリース。ボーナストラックとして追加されたLIVE音源４曲は、1stアルバムレコーディング時のメンバーによるもの。
- 2021年
  - 4月30日リリースのobliteration recordsによる国産デスメタル・グラインドコアバンドを紹介するコンピレーション・アルバムArmageddon Over Japan Vol1.に「Remove Your False Skin」（２ndアルバム収録曲）で参加[8]。
  - 5月 FMラジオ番組「HEAVY METAL ROMANCE」にゲスト出演[9]。
  - 6月27日 ビリヤード＆カフェバーHammer広島胡町電停前店でインストアライブを行った[10]。
  - 8月21日 名古屋LIVE BOX UNLIMITSでライブを行った。[11]セットリストは4曲目以外の2ndアルバム収録順[12]。
  - 9月20日 東京新大久保EARTHDOMでライブを行った[13]。
  - 11月3日 新宿WildSideTokyoでライブを行った[14]。バンドにとって2ndアルバム「Reprogramming」のツアーファイナルとなる。Sacrifice Of Technologyがライブの１曲目として演奏された[15]のは1997年初頭以来、約24年振り。
- 2022年
  - 11月3日 東京𝐀𝐬𝐚𝐤𝐮𝐬𝐚 𝐆𝐨𝐥𝐝 𝐒𝐨𝐮𝐧𝐝𝐬でライブを行った[16]。
  - 11月26日 山口県宇部市Room61でライブを行った[17]。

## メンバー

### 現構成[18]
- 濱崎俊秀 - ボーカル、ギター（1994年 - ） バンドの中心人物でありオリジナルメンバー。作詞作曲も担当している
- Shinnosuke- ベース（2020年 - ）
- Metadon- ドラムス（2022年 - ）

### 旧メンバー[18]
- 伊藤義満 - ベース（1994年 - 1995年）
  - 1stデモ参加
- 木下優希 - ギター（1994年 - 1996年）
  - 1st、2ndデモ、1stアルバム参加
- Yasunori坂口- ベース（1995年 - 1996年）
  - 2ndデモ、1stアルバム参加
- 井関壮太 - ギター（1996年 - 1997年）
- デスヲ（吉川修） - ドラムス (1994年 - 1997年） P.I.MONSTER加入のため脱退  
  - 1st、2ndデモ、1stアルバム参加、2ndアルバムはレコーディングのみ参加
- 西川裕幸 - ベース（1996年 - 活動休止まで）
- Tomoki- ドラムス（2020年 -2021年 ）

### ツアーサポート
- 坪井景介 - ドラムス、 Vomit Remnants在籍
- 光紀 "HOJO" 原田 - ギター

### レコーディングゲスト
-2ndアルバム参加
- Akira山本 - ギター
- Tadamistu（古井帝充）- ギター
- Yosuke Oka - ベース

## ディスコグラフィー
1996年から1998年（活動休止）まではEclipse Recordsに所属していた。2019年秋再結成に伴い2020年2月にレーベルSTJを立ち上げ同レーベルより発売されている。2020年12月「Invisible（リマスター再発版）」は1996年5月15日のLIVE音源4曲をボーナストラックとして収録し、Bloodcurdling Enterpriseレーベルよりリリースされた。

### デモ
- 1994年　Subconscious Terror Vol1.
- 1995年　Entropy

### アルバム
- 1996年　Invisible
- 2020年　Reprogramming
- 2020年　Invisible（リマスター再発版）

### オムニバス
- 2021年　Armageddon Over Japan Vol1.（「Remove Your False Skin」収録）

国産デスメタル・グラインドコア22バンドを収録したコンピレーション・アルバム